# آمله‌ها
آمُله‌ها (نام علمی: Phyllanthus) نام یک سرده از تیره آملگان است.